# Bugallon
Bugallon é um município de  segunda classe de renda municipal (d) na província Pangasinan, nas Filipinas. De acordo com o censo de 1 de maio  de  2020 possui uma população de 74 962 pessoas e 17 456 domicílios.